# Redmond (Washington)
Redmond az Amerikai Egyesült Államok északnyugati részén, Washington állam King megyéjében elhelyezkedő város.
A városban van a Microsoft és a Nintendo székhelye.

## Történet
A térségben már tízezer éve is éltek őslakosok. Az első európai telepesek az 1870-es években érkeztek. Luke McRedmond 1870. szeptember 9-én, Warren Perrigo pedig egy évvel később telepedett le. A környékbeli vizek bő lazacállománya miatt a település első neve Salmonberg volt, amelyet a posta 1891-es megnyitásakor Melrose-ra változtattak; az elnevezés a Melrose House elnevezésekor ered. Luke McRedmondot zavarta szomszédja sikere, így 1893-ban, postamesterré válásakor az elnevezés Redmondra módosult.
A sűrű erdők és a vizek gazdag halállományának köszönhetően a favágók és halászok könnyen munkához juthattak, később pedig a kereskedők is megjelentek. A Seattle, Lake Shore and Eastern Railway vasútállomása 1889-ben nyílt meg, 1891. május 11-én pedig formálisan is megalapították a települést. Redmond 1912. december 31-én kapott városi rangot.
Az 1920-as éveket a gazdasági visszaesés jellemezte. Az alkoholtilalom miatt a szalonok bezártak, ezáltal a város jelentős adóbevételtől esett el. Az erdőket teljes egészében kitermelték, helyükön azonban farmok létesültek. A nagy gazdasági világválság során a legnagyobb iparág a mezőgazdaság volt.
A háború után a város gyorsan terjeszkedni kezdett: 1951 és 1967 között területe a korábbi több mint harmincszorosára növekedett. A szomszédos East Redmond városi rangját a legfelsőbb bíróság az 1960-as években visszavonta. Az Evergreen Point függőhíd megépültével a város további fejlődésnek indult. A Népszámlálási Hivatal 1978-ban Redmondot az USA leggyorsabban növekvő városának nevezte. Ekkor számos műszaki cég helyezte át ide székhelyét. Az 1980-as években a belváros áttervezésére irányuló tervek születtek.
Az egykori golfpálya helyén létesített Redmond Town Center bevásárlóközpont 1997-ben nyílt meg.

## Éghajlat
A város éghajlata mediterrán (a Köppen-skála szerint Csb).
| Hónap                         | Jan.  | Feb.  | Már.  | Ápr. | Máj. | Jún. | Júl. | Aug. | Szep. | Okt. | Nov.  | Dec.  | Év    |
| ----------------------------- | ----- | ----- | ----- | ---- | ---- | ---- | ---- | ---- | ----- | ---- | ----- | ----- | ----- |
| Rekord max. hőmérséklet (°C)  | 20,0  | 22,0  | 27,0  | 32,0 | 35,0 | 38,0 | 41,0 | 39,0 | 38,0  | 33,0 | 24,0  | 19,0  | 41,0  |
| Átlagos max. hőmérséklet (°C) | 6,0   | 8,0   | 12,0  | 15,0 | 19,0 | 21,0 | 26,0 | 27,0 | 22,0  | 16,0 | 11,0  | 6,0   | 15,8  |
| Átlaghőmérséklet (°C)         | 3,0   | 4,0   | 8,0   | 10,0 | 14,0 | 16,0 | 19,0 | 20,0 | 17,0  | 12,0 | 8,0   | 3,0   | 11,2  |
| Átlagos min. hőmérséklet (°C) | −1,0  | 1,0   | 3,0   | 6,0  | 8,0  | 11,0 | 13,0 | 13,0 | 11,0  | 8,0  | 4,0   | −1,0  | 6,4   |
| Rekord min. hőmérséklet (°C)  | −22,0 | −21,0 | −13,0 | −3,0 | −3,0 | 2,0  | 4,0  | 5,0  | 0,0   | −3,0 | −16,0 | −18,0 | −22,0 |
| Átl. csapadékmennyiség (mm)   | 114   | 93    | 98    | 72   | 53   | 43   | 25   | 25   | 43    | 84   | 125   | 138   | 913   |
| Forrás: The Weather Channel   |       |       |       |      |      |      |      |      |       |      |       |       |       |

## Népesség
A 2010-es népszámláláskor a városnak 54 144 lakója, 22 550 háztartása és 13 890 családja volt. A népsűrűség 1261,8 fő/km2. A lakóegységek száma 24 177, sűrűségük 563,4 db/km2. A lakosok 65,2%-a fehér, 1,7%-a afroamerikai, 0,4%-a indián, 25,4%-a ázsiai, 0,2%-a a Csendes-óceáni szigetekről származik, 3,2%-a egyéb, 4%-a pedig kettő vagy több etnikumú. A spanyol vagy latino származásúak aránya 7,8% (   )
A háztartások 32,4%-ában élt 18 évnél fiatalabb. 51,4% házas, 6,9% egyedülálló nő, 3,3% egyedülálló férfi, 38,4% pedig nem család. 26,9% egyedül élt; 7%-uk 65 éves vagy idősebb. Egy háztartásban átlagosan 2,39 személy élt; a családok átlagmérete 2,98 fő.
A medián életkor 34,1 év volt. A város lakóinak 22,7%-a 18 évesnél fiatalabb, 7,5% 18 és 24 év közötti, 38,7%-uk 25 és 44 év közötti, 21,6%-uk 45 és 64 év közötti, 9,5%-uk pedig 65 éves vagy idősebb. A lakosok 50,9%-a férfi, 49,1%-a pedig nő.

## Gazdaság

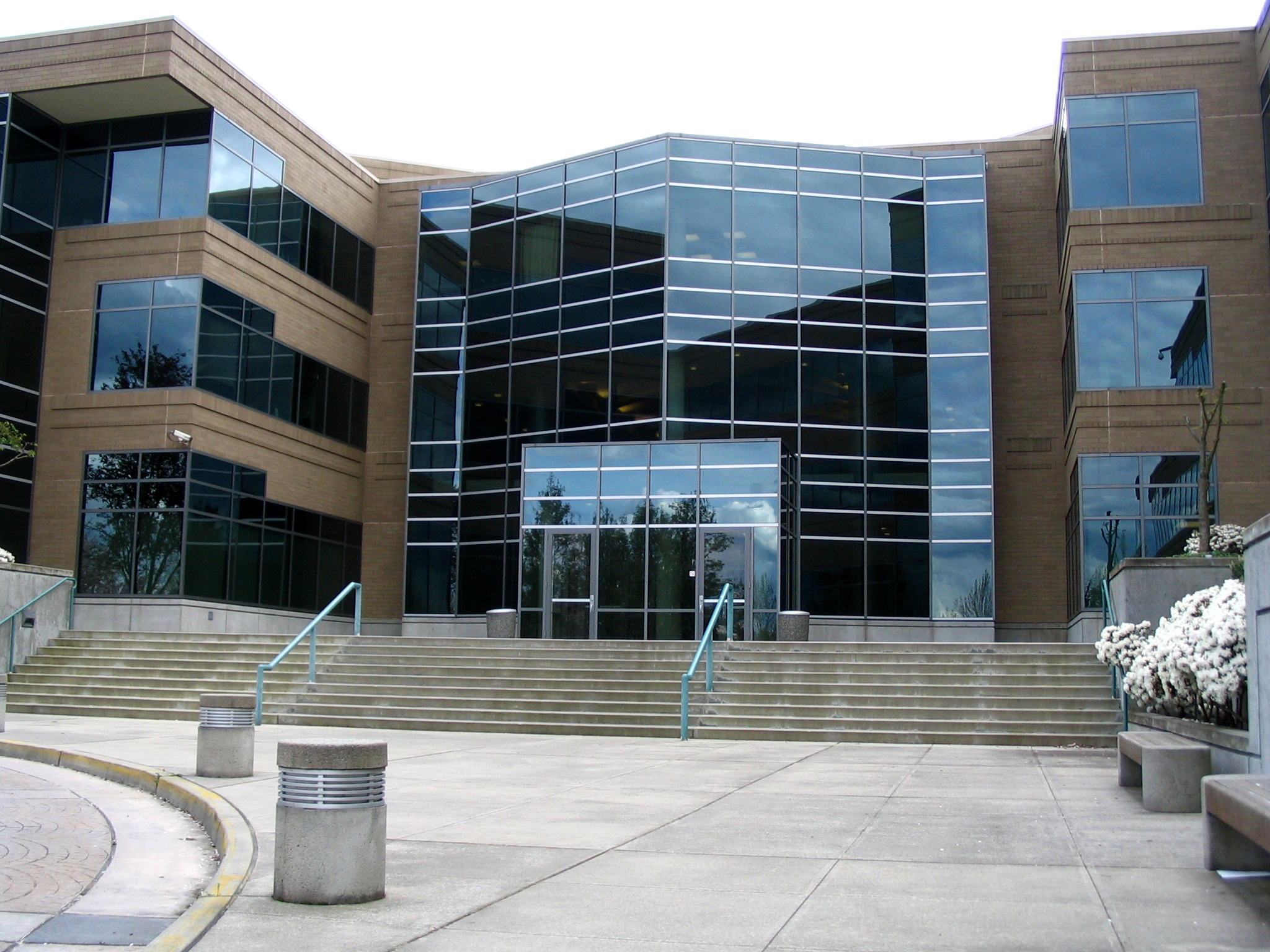
A Microsoft redmondi központjának legnagyobb épülete

A városban van a Microsoft, a Nintendo, a Physio-Control, a Visible.net és a Data I/O székhelye.
2015-ben a SpaceX bejelentette a közlekedési módokkal és műholdas internettel foglalkozó kutatólabor megnyitását.
Redmondban nincs iparűzési adó, helyette munkavállalónként kivetett vállalkozási díjat kell fizetni.

## Közigazgatás
A város polgármesterét és hét képviselőjét négy évre választják. 2003 márciusában szavazást tartottak városmenedzser alkalmazásáról, azonban a javaslat 30–70 arányban elbukott.

## Oktatás
A város iskoláinak fenntartója a Lake Washington Tankerület. A hagyományos intézmények mellett a településen tehetséggondozó és magániskolák is működnek. English Hill városrész intézményeinek fenntartója a Northshore Tankerület.
Redmondban van a DigiPen Műszaki Intézet székhelye és a Lake Washington Műszaki Intézet kihelyezett kampusza.
A Redmondi Regionális Könyvtár a megyei könyvtárfenntartó második legnagyobb intézménye.

## Parkok

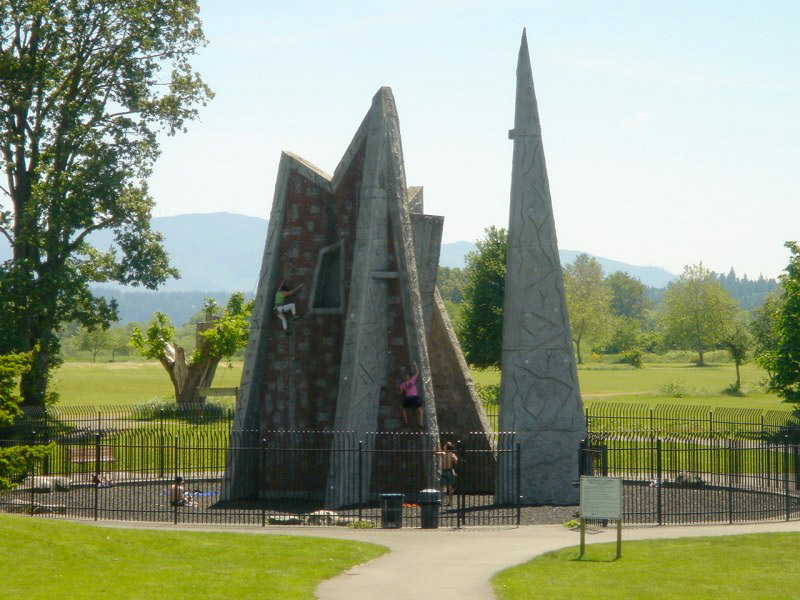
Mászófal a Marymoor Parkban

A város parkjainak többsége étkezőhelyekkel és sportpályákkal van felszerelve. A legnagyobb városi park (Marymoor Park) King megye tulajdonában van; itt mászófal, egy kiállított repülőmodell, kutyafuttató, szabadtéri színpad, közösségi kert és sportpályák találhatóak, valamint itt van az állam egyetlen velodromja, amely kerékpáros versenyeknek ad otthont.
A településen közel száz kilométernyi túraútvonal található.

## Kultúra
Az 1939-ben Redmond Bicycle Derby néven alapított Redmond Derby Days kerékpáros versenyt és közösségi eseményt július második hétvégéjén rendezik meg. A felvonulást a szombat esti tűzijáték egészíti ki.
Az Eastside Symphony és Second Story Repertory társulatok mellett a Redmond Performing Arts Centerben egyéni művészek is fellépnek a városban. Számos parkban állítanak ki szobrokat.
A december első szombatján megrendezett Redmond Lights fényünnepen a polgármester irányításával az önkormányzat területén lévő fákat kivilágítják, a városközpont körül pedig sétát tartanak.
A régi tűzoltóállomást koncertteremmé alakították át. 2010 óta a városnak udvari költője van.
A Marymoor Park Concerts a Marymoor Park szabadtéri színpadán megrendezett nyári koncertsorozat, ahol Norah Jones és a Cirque du Soleil is fellépett.
A május és október közötti szombatokon megrendezett termelői piac a régió legrégebbi ilyen eseménye. Egy városi rendelet alapján a 740 négyzetméteres területet közösségi felhasználásra kell megőrizni.

## Nevezetes személyek
- Carrie Brownstein, gitáros[44]
- Daniel Dociu, videójáték-rajzoló[45]
- Dudley C. Carter, fafaragó[46]
- Earl Johnson, baseballjátékos[47]
- Henry Hill, gengszter[48]
- James Doohan, színész[49]
- Jeannine Hall Gailey, költő, író[50]
- Jeff Cirillo, baseballjátékos[51]
- John Archer, színész[52]
- Johnny Hekker, amerikaifutball-játékos[53]
- Karan Brar, színész[54]
- Lu Sengjen, lelki vezető[55]
- Michael Conforto, baseballjátékos[56]
- Nick Downing, labdarúgó[57]
- Nick Thune, humorista[58]
- Sandra Eisert, fotós[59]
- Shannon O’Donnell, meteorológus[60]
- Steve Wiebe, videójáték-bajnok[61]

## Fordítás
- Ez a szócikk részben vagy egészben  a   Redmond, Washington című angol Wikipédia-szócikk ezen változatának fordításán alapul.  Az eredeti cikk szerkesztőit annak laptörténete sorolja fel. Ez a jelzés csupán a megfogalmazás eredetét és a szerzői jogokat jelzi, nem szolgál a cikkben szereplő információk forrásmegjelöléseként.